# Tipula platymera
Tipula platymera är en tvåvingeart som beskrevs av Walker 1856. Tipula platymera ingår i släktet Tipula och familjen storharkrankar. Inga underarter finns listade i Catalogue of Life.